# Symphony Sid
Symphony Sid Torin (nato Tarnopol) (New York, 14 dicembre 1909 – Florida, 14 settembre 1984) è stato un disc jockey e conduttore radiofonico statunitense, a cui è attribuito parte del merito di avere introdotto il jazz al grande pubblico.

## Infanzia e giovinezza
Sidney Tarnopol nacque a New York City da Isidore (un tipografo) e Caroline, entrambi immigranti di lingua Yiddish; il padre era russo la madre rumena. Sidney era il maggiore della famiglia - aveva un fratello, Martin, e una sorella, Mildred. Dopo la nascita di Sid i Tarnopol si trasferirono dal Lower East Side in un quartiere povero di Brooklyn. La sua giovinezza è relativamente poco documentata. Pare che, da adolescente, fosse un appassionato di jazz e che ad un certo punto abbia tentato di diventare un trombettista. Pare anche che abbia frequentato il college, ma l'abbia abbandonato a causa della Depressione. Nel 1930, Sid lavorava per un negozio di dischi. La sua prima occasione alla radio fu nel 1937, in una stazione del Bronx, WBNX, dove - col nome di Symphony Sid - cominciò lavorando come disc jockey pomeridiano con una trasmissione chiamata Afternoon Swing Session, in cui programmava i maggiori successi di artisti come Count Basie, Duke Ellington e Ella Fitzgerald. Divenne così estremamente popolare presso il pubblico più giovane: molti ragazzi venivano alla radio per incontrarlo e fargli richieste. In un periodo in cui la musica afroamericana (chiamata allora race records o sepia records) era trasmessa per radio solo di rado, Symphony Sid era uno dei pochi disc jockey bianchi che la programmassero regolarmente. Oltre che a lavorare come annunciatore (il nome usato all'epoca per i disc jockey) Sid vendeva spazi all'interno del suo programma e produceva pubblicità per i propri sponsor.

## Carriera alla radio
Secondo alcune fonti Sid ricevette il soprannome "Symphony" lavorando al negozio di dischi della Symphony, dove promuoveva dischi R&B: i suoi clienti lo chiamavano "Symphony Sid" - cioè Sid al (negozio della) Symphony. Altre fonti dicono che il soprannome derivasse da uno dei suoi sponsor radiofonici (un negozio di abbigliamento maschile): l'annunciatore Walter Tolmes apriva lo spettacolo di Sid con una rima sul suo abbigliamento "Here comes the kid with the fancy pants and the fancy lid... Symphony Sid." Altri ancora dicono che derivasse dall'essere stato un disc jockey di musica classica al suo primissimo incarico radiofonico. In ogni caso, come era comune all'epoca, Sid cambiò anche il suo cognome da Tarnopol a Torin (un cognome generico e non indicativo delle sue origini). Nel 1941, Symphony Sid iniziò a lavorare per la stazione radio WHOM di Jersey City coprendo la fascia della tarda serata: il suo spettacolo si chiamava "After-Hours Swing Session." Fu in questo periodo che iniziò a dare spazio ai nuovi nomi della musica afroamericana; iniziò anche, assieme a Monte Kay, a coprodurre e promuovere concerti jazz. Una delle prime collaborazioni, nel 1945 (1942 secondo alcuni) presentò due giovani talenti al municipio di New York: si trattava di Dizzy Gillespie e Charlie Parker. Dopo WHOM, Sid passò alla WWRL a New York e poi alla WMCA: nel 1947, Sid era diventato il più noto disc jockey di jazz, e un passaggio nel suo programma significava un grosso impulso per i musicisti. Alcuni artisti gli dedicarono delle composizioni: ad esempio, nel 1947, Arnett Cobb registrò "Walkin' With Sid" per la compagnia discografica Apollo. Sempre nel 1947, Sid iniziò ad usare, come sigla del programma, una canzone di Erskine Hawkins, "After Hours".
Il 20 giugno 1949, Sid accettò l'offerta della stazione WJZ che sarebbe presto diventata WABC - la prima stazione della rete ABC - che gli permise di fare sentire la sua trasmissione in più di 30 stati. Il suo programma aiutò a conferire una vasta eco al lavoro di musicisti come Miles Davis, Charlie Parker, Nat King Cole, Sarah Vaughan, Billy Eckstine. I critici cominciarono così a parlare di lui come "il decano della radio jazz".
Dalla metà alla fine degli anni 1940, Sid trasmise dal vivo dal night club Royal Roost sulla Cinquantaduesima strada: fu in questo periodo che Sid ebbe occasione di trasmettere le sessioni del nonetto di Miles Davis, che sarebbero diventate famose sotto il nome di "Birth of the Cool".
Nel 1950, le trasmissioni vennero spostate al Birdland: nello stesso periodo, Sid trasmetteva occasionalmente anche da altri club come il Three Deuces e il Bop City e continuava a promuovere, produrre e presentare concerti, tra cui alcuni alla Carnegie Hall.
Benché bianco, Sid era famoso per il suo gergo da hipster, il suo gusto per il bebop e la sua conoscenza della scena musicale afroamericana. Varie organizzazioni afroamericane gli conferirono diversi premi per il suo ruolo di divulgatore del jazz.
I brani dedicati a lui si moltiplicarono: Jumpin' With Symphony Sid, scritta da Lester Young con testo di King Pleasure, che nel 1950 fu un successo anche per il quintetto di George Shearing, menziona addirittura le frequenze delle stazioni di Sid; Illinois Jacquet gli dedicò "Symphony in Sid".

## A Boston
Sid, come molti nell'ambiente jazz, faceva uso di marijuana, e per questo motivo fu arrestato nel 1948. Il processo fu annullato, ma lasciò strascichi: secondo alcuni fu addirittura licenziato da WJZ. In ogni caso, a seguito di questa disavventura, nel 1952 Sid decise di trasferirsi a Boston assieme al suo amico Norman Furman, che dirigeva la stazione WBMS. Fino ad allora WBMS aveva trasmesso musica classica, ma Furman cambiò genere con l'assunzione di Sid che presentava uno spettacolo gospel e uno jazz. Inoltre, Furman permetteva a Sid di lavorare per la stazione WCOP nelle ore serali, trasmettendo jazz dal vivo com già aveva fatto a New York. A metà degli anni 1950, Sid trasmetteva dall "Hi-Hat" il night club di Julian Rhodes vicino all'incrocio tra Massachusetts e Columbus Avenues, una zona di Boston famosa per i locali jazz. In questo periodo la sua voce fu registrata su diversi dischi dal vivo.

## Ritorno a New York
Nel 1957 Sido tornò a New York, alla stazione WEVD, fondata dal socialista Eugene V. Debs, che negli anni 1920 e 1930 aveva programmato musica etnica ed era nota per la sua linea politica progressista. Sid aveva un programma di musica latina (salsa, soprattutto) che, come ricordò più tardi Donald Fagen, gli procurò l'accusa di aver tradito il jazz. Altri apprezzarono il suo cambiamento chiamando la musica che trasmetteva "uno straordinario incontro di culture".
Pur continuando a produrre e a presentare concerti jazz, Sid tornò a trasmettere jazz alla radio solo alla fine degli anni 1970, su incoraggiamento del suo tecnico del suono, Martin Wilson. Quando si ritirò, Sid lasciò a Wilson la sua collezione di dischi jazz, in modo che lo spettacolo potesse continuare.
Oltre a Wilson, altri DJ di New York seguirono le tracce di Sid: tra questi, si ricordano Al "Jazzbo" Collins (WNEW), Mort Fega (WEVD), Ed Beech (WRVR), Chris Borgen (WNCN), George Crater (WNCN) e Phil Schaap (WKCR).

## Gli ultimi anni
Sid ebbe tre mogli da cui divorziò, e due figli. Dopo essersi ritirato, si trasferì a Islamorida, in Florida, dove si dedicò alla pesca (possedeva una barca) e da cui si spostava a Miami per presentare una trasmissione radiofonica di jazz sulla stazione WBUS.
Da sempre forte fumatore, Sid si spense a causa di un enfisema a metà del settembre del 1984.

## Lo stile
Le registrazioni lasciate da Sid non sono di facile ascolto per il pubblico contemporaneo. Diversi critici hanno detto che il suo stile di conduzione era "odioso" e che si produceva in "patetiche imitazioni di hipster". Altri fanno notare che lo stile di Sid era semplicemente quello che il pubblico gradiva all'epoca.
Sid è stato inserito dalla Rock and Roll Hall of Fame di Cleveland tra i più importanti DJ della storia.

### Citazioni
- "Forse il più grande intermediario che il jazz abbia mai avuto. Ha trasmesso per 35 anni, lo chiamavano "quello frenetico per tutta la notte": era la persona da ascoltare negli anni quaranta, cinquanta e sessanta, se si voleva sapere cosa succedeva nel mondo del jazz..."[29]